# Фантастическая четвёрка: Первые шаги
«Фантасти́ческая четвёрка: Пе́рвые шаги́» (англ. The Fantastic Four: First Steps) — американский супергеройский фильм, основанный на комиксах об одноимённой команде издательства Marvel Comics. За его производство отвечала Marvel Studios, а за дистрибуцию — Walt Disney Studios Motion Pictures. Картина является 37-м по счёту фильмом медиафраншизы «Кинематографической вселенной Marvel» (КВM) и вторым перезапуском серии фильмов о Фантастической четвёрке. Мэтт Шекман срежиссировал фильм по сценарию Джоша Фридмана, Эрика Пирсона, Джеффа Каплана и Иэна Спрингера. Помимо Педро Паскаля, Ванессы Кирби, Джозефа Куинна и Эбона Мосс-Бакрака, которые исполнили роли членов одноимённой команды, в фильме также сыграли Джулия Гарнер и Ральф Айнесон.
20th Century Fox начала работу над новой киноадаптацией комиксов про Фантастическую четвёрку после провала картины 2015 года. В марте 2019 года Disney приобрела Fox, в результате чего контроль над франшизой перешёл к Marvel Studios. В июле того же года студия анонсировала производство фильма, срежиссировать который должен был Джон Уоттс, однако постановщик покинул проект в апреле 2022 года. В сентябре стало известно, что Marvel назначила Шекмана новым режиссёром, а также наняла Каплана и Спрингера для написания сюжета. В марте 2023 года Фридман, Сквайрс и Кэмерон участвовали в переписывании сценария. Marvel Studios не хотела посвящать фильм истории происхождения персонажей. В середине февраля 2024 года студия раскрыла основной актёрский состав фильма, а Пирсон приступил к доработке сценария. В последующие месяцы проводился дополнительный кастинг. Съёмки фильма начались в июле 2024 года в Лондоне, на студии Pinewood.
Премьера кинокомикса «Фантастическая четвёрка: Первые шаги» в США состоялась 25 июля 2025 года. Фильм стал первым проектом Шестой фазы КВМ.

## Сюжет
В 1960 году на Земле-828 астронавты Рид Ричардс, Сью Шторм, Бен Гримм и Джонни Шторм отправились в космическую экспедицию, где подверглись воздействию космических лучей и приобрели сверхчеловеческие способности. По возвращении на Землю они сформировали супергеройскую команду под названием «Фантастическая четвёрка».
Четыре года спустя ставшие знаменитостями члены Фантастической четвёрки приобрели статус защитников мира. Во время семейного ужина Рид и Сью рассказывают Бену и Джонни, что ждут ребёнка. Несколько месяцев спустя на Землю прибывает Серебряный Сёрфер, которая сообщает землянам, что в скором времени их планету поглотит могущественная космическая сущность — Пожиратель миров Галактус. Изучив многочисленные связанные с исчезновением планет аномалии, члены команда решают попытаться убедить Галактуса отказаться от уничтожения Земли.
Когда участники Фантастической четвёрки прибывают в далёкую звёздную систему, поглотивший её ближайшую планету Галактус захватывает супергероев в плен. Пожиратель миров соглашается пощадить Землю в обмен на нерождённого сына Рида и Сью, в котором он ощущает огромную силу. Члены команды отказываются и сбегают с корабля Галактуса. Во время обратного полёта на Землю Сью рожает ребёнка, получившего имя Франклин. По окончании пресс-конференции, на которой участники Фантастической четвёрки освещают неудачный итог переговоров, опасающиеся пришествия Галактуса люди оборачиваются против супергероев, однако Сью заявляет, что они сделают всё возможное, чтобы остановить Пожирателя миров, благодаря чему восстанавливает доверие общественности.
Рид разрабатывает сеть телепортационных мостов, с помощью которых он намеревается перенести Землю в далёкую галактику на расстоянии многих световых лет, чтобы планета оставалась вне досягаемости Галактуса. Серебряный Сёрфер прерывает телепортацию, уничтожая часть мостов, однако Джонни предотвращает разрушение последнего, расположенного на Таймс-сквер, и взывает к ней. Выясняется, что настоящее имя Сёрфера — Шалла-Бал, а сама девушка согласилась стать вестником Галактуса в обмен на спасение её родной планеты. Услышав крики умирающих планет, которые она принесла в жертву Пожирателю миров, Шалла-Бал отступает.
Члены Фантастической четвёрки решают использовать Франклина в качестве приманки, чтобы заманить Галактуса на мост на Таймс-сквер и телепортировать его с Земли, а также договариваются с Харви Элдером об эвакуации жителей Нью-Йорка в его подземный город. В конечном итоге план проваливается и Галактус похищает ребёнка из штаб-квартиры команды. Сью использует силовые поля, чтобы оттолкнуть Галактуса в портал, а Рид спасает Франклина. Когда Женщина-невидимка ослабевает из-за чрезмерного использования своих способностей, Человек-факел готовится пожертвовать собой, чтобы изгнать Галактуса с Земли, однако вставшая на сторону землян Шалла-Бал решает искупить вину и делает это вместо Джонни. Когда Сью, по всей видимости, погибает из-за переутомления, Франклин возвращает её к жизни с помощью своей пробудившейся силы. После этого Фантастическая четвёрка отмечает свою победу.
В сцене после титров, через четыре года после победы над Галактусом, Сью читает Франклину сказку в расположенной в здании Бакстера штаб-квартире команды. Она ненадолго оставляет сына и по возвращении в комнату обнаруживает его в компании человека в зелёном плаще и маской в руке.

## В ролях
- Педро Паскаль — Рид Ричардс / Мистер Фантастик:
Высокоинтеллектуальный учёный и лидер Фантастической четвёрки[4], способный растягивать любую часть своего тела на огромные расстояния. Режиссёр Мэтт Шекман назвал Рида «самым образованным в научном плане человеком» на планете, сочетающим в себе черты Стива Джобса, Альберта Эйнштейна и Роберта Мозеса. Паскаль рассказал, что для него важнее всего был ум Рида, а не его физические данные, и при работе над персонажем он учитывал «гениальность осьминога».
- Ванесса Кирби — Сьюзан Шторм / Женщина-невидимка:
Беременная жена Рида, сестра Джонни и член Фантастической четвёрки[4], способная генерировать силовые поля и становиться невидимой. Она возглавляет Фонд Будущего, который добился глобальной демилитаризации и мира. Шекман назвал Сью «самым эмоционально умным человеком» на планете. Ванессе Кирби понравилось сочетать различные комиксные образы Сью в своей версии персонажа, сосредоточившись на материнстве как сквозной линии. По словам актрисы, она была одержима комиксом, в котором Сью становится Злостью, своим альтер-эго, и она включила элементы этой версии в свой образ, чтобы Сью не была «стереотипно доброй, милой матерью».
- Эбон Мосс-Бакрак — Бен Гримм / Существо:
Лучший друг Рида, бывший астронавт и член Фантастической четвёрки, чья кожа превратилась в оранжевую каменистую оболочку[4], наделяющую его сверхчеловеческой силой и прочностью. Мосс-Бакрак отметил сходства между Гриммом и своим персонажем Ричи Джеримовичем в сериале «Медведь», сказав, что оба являются «глубоко верными людьми» и «бойцами с ожесточённым чувством морали и семьи». Мосс-Бакрак сыграл героя с помощью захвата технологии захвата движений и CGI-графики, а не грима[5]; актёр обсуждал этот процесс с Марком Руффало, который играет Халка в КВМ с помощью той же технологии. Помимо того, что Мосс-Бакрак играл свои сцены в костюме для захвата движений, некоторые дубли были пересняты с использованием костюма Существа в натуральную величину, чтобы помочь другим актёрам сориентироваться в пространстве. Шекман консультировался с учёными и изучал пустынные скалы, чтобы найти эталон для внешнего вида Существа.
- Джозеф Куинн — Джонни Шторм / Человек-факел:
Брат Сью и член Фантастической четвёрки, который может управлять огнём и летать[4]. Хотя Куину нравится версия персонажа из фильмов «Фантастическая четвёрка» (2005) и «Фантастическая четвёрка: Вторжение Серебряного сёрфера» (2007) в исполнении Криса Эванса, он решил создать свой собственный образ[6]. Куинн и продюсер Кевин Файги обсудили любовные похождения Джонни в предыдущих картинах и пришли к выводу, что современные зрители не сочтут это «сексуальным». Куинн хотел, чтобы его Джонни был «менее чёрствым по отношению к чувствам других людей» и более осознанным в отношении своего поведения, направленного на привлечение внимания, но при этом не лишенного бравады и юмора. Шекман отметил, что Джонни также умён и героичен, несмотря на то, что это подкрепляется шутками.
- Джулия Гарнер — Шалла-Бал / Серебряный Сёрфер:
Вестница Галактуса, покрытая металлом, которая путешествует по космосу на корабле, похожем на доску для сёрфинга. Гарнер рассказала, что в персонаже и её отношениях с Галактусом есть «таинственная энергия». Она играла Серебряного Сёрфера с помощью технологии для захвата движений; актриса сравнивала позы сёрфингистов с позами героини из комиксов — она хотела, чтобы Шалла-Бал «[двигалась] элегантно, как в танце»[7].
- Наташа Лионн — Рэйчел Розман, школьная учительница и любовный интерес Бена Гримма[8][9].
- Пол Уолтер Хаузер — Харви Элдер / Человек-крот: правитель подземной страны Субтеррании[10][11].
- Ральф Айнесон — Галактус:
Гигантское космическое существо, поглощающее планеты. Шекман назвал его «огромным космическим вампиром, которому 14 миллиардов лет». Айнесон не считает Галактуса злом, называя его «богом в своём роде» и «большим, пожирающим планеты парнем, который просто делает то, что делает большой, пожирающий планеты парень»[12][13]. Чтобы подготовиться к роли, актёр много времени проводил «в размышлениях» на вершинах небоскрёбов. Файги нравится появление Галактуса в комиксах, и он давно хотел его использовать. Он поделился роликом с персонажем из видеоигры Fortnite: Battle Royale (2017) в качестве образца того, как следует создать персонажа. В фильме использован дизайн, соответствующий комиксам, в отличие от облакоподобного существа во «Вторжении Серебряного Сёрфера». Для Айнесона были созданы фиолетово-синие доспехи Галактуса, так как Шекману было важно, чтобы кто-то на самом деле «играл роль».

Кроме того, Мэттью Вуд озвучивает робота-компаньона Фантастической четвёрки Г.Е.Р.Б.И. (Гуманоидный Экспериментальный Робот Б-типа с Интегрированной Электроникой), который обычно служит помощником Рида. По словам Шекмана, Г.Е.Р.Б.И. — «слегка закомплексованный», но при этом «обаятельный и очаровательный» робот, играющий бесценную роль для команды. Ада Скотт появилась в роли Франклина Ричардса, новорождённого сына Рида и Сью. Марк Гэтисс сыграл Теда Гилберта, ведущего «Шоу Теда Гилберта». Алекс Хайд-Уайт, Ребекка Стааб, Джей Андервуд и Майкл Бейли Смит, сыгравшие членов Фантастической четвёрки в неизданном фильме 1994 года, появились в фильме в качестве камео в ролях граждан, благодаривших Фантастическую четвёрку, Хайд-Уайт и Стааб также сыграли роли журналистов, а Андервуд и Смит — роли рабочих электростанции. Роберт Дауни-младший сыграл Доктора Дума в сцене после титров.
Джон Малкович снялся в роли суперзлодея Красного призрака, но сцены с ним были вырезаны из финальной версии фильма.

## Производство

### Предыстория
После кассового провала фильма «Фантастическая четвёрка» (2015) от режиссёра Джоша Транка по мотивам комиксов об одноимённой команде супергероев Marvel Comics, который, ко всему прочему, разгромили критики со всего мира, 20th Century Fox решила взглянуть на франшизу под «другим углом». Компания, которая также продюсировала предыдущие картины о Фантастической четвёрке от режиссёра Тима Стори, не хотела снимать очередной перезапуск. К июню 2017 года Сет Грэм-Смит приступил к написанию сценария для нового фильма, посвящённого Франклину и Валерии Ричардсам — детям членов-основателей Фантастической четвёрки Рида Ричардса и Сью Шторм. Черпая вдохновение из комикса Ultimate Fantastic Four, Грэм-Смит намеревался сделать проект близким по духу к «Суперсемейке» (2004); важная роль в повествовании была отведена Существу и Человеку-факелу. В основе сюжета лежал ранний сценарий Картера Бланчарды, адаптировавший отдельные элементы из детской книги Марка Миллара «Герои детского сада». Ранее Миллар консультировал Fox при создании других фильмов по мотивам комиксов Marvel. В июле компания наняла шоураннера сериала «Легион» (2017) Ноя Хоули для разработки сольного фильма о Докторе Думе, заклятом враге команды. В марте 2019 года The Walt Disney Company официально приобрела 21st Century Fox, включая права на создание экранизаций комиксов Marvel о Фантастической четвёрке, Людях Икс и Дэдпуле, которые затем передала своей дочерней компании Marvel Studios. Одновременно с этим Disney приостановила производство всех фильмов Fox по мотивам Marvel Comics.

### Разработка
В июле 2019 года, во время фестиваля San Diego Comic-Con глава Marvel Studios Кевин Файги представил расписание проектов Четвёртой фазы медиафраншизы «Кинематографическая вселенная Marvel» (КВM) и подтвердил разработку нового фильма о Фантастической четвёрке. По словам Файги, он был «чрезвычайно рад возвращению этих персонажей»; продюсер заверил фанатов, что «первая семья Marvel» получит должную адаптацию в рамках киновселенной. В декабре 2020 года Marvel наняла постановщика фильмов о Человеке-пауке с Томом Холландом Джона Уоттса в качестве режиссёра «Фантастической четвёрки». С февраля 2021 года представители студии вели переговоры с потенциальными сценаристами фильма. В июне генеральный директор Disney Боб Чапек рассказал о намерении Файги и Marvel «запустить» франшизу «Фантастическая четвёрка». В апреле 2022 года Уоттс покинул производство, так как хотел взять перерыв от постановки супергеройских фильмов после съёмок нескольких картин про Человека-паука и их последующего продвижения в течение семи лет. Несмотря на это, и Mavel и Уоттс выразили желание возобновить сотрудничество в будущем. Джон Красински сыграл одного из членов Фантастической четвёрки Рида Ричардса / Мистера Фантастика в фильме «Доктор Стрэндж: В мультивселенной безумия» (2022). В то время как фанаты КВМ давно хотели, чтобы Красински исполнил эту роль, слухи о его участии усилились после анонса фильма. Версия из «Мультивселенной безумия» была родом с Земли-838, являющейся альтернативной реальностью по отношению к основной вселенной КВМ, и состояла в рядах Иллюминатов. К тому времени Грант Кёртис и Ник Пипин, которые ранее сотрудничали с Marvel Studios над производством сериала «Лунный рыцарь» (2022), уже продюсировали предстоящий проект.
На момент июня 2022 года Marvel Studios не была близка к сокращению списка потенциальных режиссёров, среди которых были известные представители жанра киноиндустрии. Файги искал постановщика, который мог бы контролировать съёмочный процесс без его непосредственного присутствия на площадке, что удавалось Сэму Рэйми на съёмках «Мультивселенной безумия». Рэйми признался, что Файги лично пригласил Красински сыграть Мистера Фантастика, чтобы порадовать фанатов, а так как эта версия персонажа существовала в альтернативной реальности, данное решение не несло в себе никаких рисков. Из-за этого фанаты пришли к выводу, что Красински, скорее всего, не примет участие в будущих проектах КВМ. По словам Красински, хотя ему понравилось играть персонажа в «Мультивселенной безумия», он не обсуждал с Marvel возможность повторить роль. Во время San Diego Comic-Con 2022 Файги заявил, что 8 ноября 2024 года состоится премьера фильма который положит начало Шестой фазе КВМ; съёмки картины должны были состояться в 2023 году. Вместе с тем продюсер отметил, что сюжет не будет посвящён истории происхождения Фантастической четвёрки, как в случае с фильмами Стори и Транка. Ему нравилось, как Marvel интегрировала в свои фильмы Человека-паука, который на момент своего дебюта уже был состоявшимся супергероем. По его мнению, многие зрители уже имели представление о Четвёрке, из-за чего члены съёмочной группы решили рассказать оригинальную историю и «поставили очень высокую планку», так как адаптировали культовый комикс, публикация которого началась в 1961 году.
К концу августа 2022 года Мэтт Шекман вступил в переговоры с Marvel Studios на предмет постановки фильма. Среди других кандидатов на пост режиссёра были Майкл Мэтьюз и Рид Каролин. Редакция Deadline Hollywood пророчила Шекману победу, вспоминая их предыдущее сотрудничество с Файги при создании сериала «Ванда/Вижн» (2021) для Disney+. В то же время Шекман отказался от режиссуры четвёртой части «Стартрека», из-за конфликта с графиком производства «Фантастической четвёрки». Во время выставки D23 Expo в сентябре 2022 года Файги подтвердил, что Шекман срежиссирует фильм. В том же месяце Marvel наняла Джеффа Каплана и Йена Спрингера в качестве сценаристов. Было отмечено, что до утверждения кандидатуры Шекмана они «какое-то время» работали с Файги над сценарием, и теперь все четверо смогут «согласовать общее видение» фильма. Параллельно с работой над сценарием Файги и Шекман приступили к поиску актёров. В октябре студия перенесла премьеру фильма на 14 февраля 2025 года. Позднее в том же месяце инсайдер Джефф Снайдер из Above the Line сообщил, что Доктор Дум не будет главным антагонистом фильма и сыграет лишь небольшую роль в сюжете или же и вовсе появится в сцене после титров; по словам Снайдера, Marvel Studios искала известного актёра на эту роль. В январе 2023 года агенты по поиску талантов готовились к кастингу. В следующем месяце Шекман объявил, что съёмки картины начнутся в начале 2024 года. Он очень хотел срежиссировать «Фантастическую четвёрку», так как в этом фильме была отведена важная роль семейным ценностям, оптимизму и технологиям; при этом постановщик остался доволен опытом работы над «Стартреком». Также он подтвердил, что поиск актёров только начался. По словам репортёра Deadline Джастина Кролла, Marvel Studios хотела в первую очередь найти актрису на роль Сью Шторм, а затем подобрать исполнителей остальных ролей. Файги описал «Фантастическую четвёрку» как «крепкую опору» для будущего КВМ.

### Подготовка к съёмкам
В конце марта 2023 года Marvel наняла Джоша Фридмана для переписывания сценария фильма. По мнению Бориса Кита из The Hollywood Reporter, присоединение к производству Фридмана свидетельствовало об изменении тона предстоящего фильма, так как ранее сценарист работал над картинами в жанре научной фантастики, в то время как Каплан и Спрингер занимались комедийными проектами. Позднее Снайдер сообщил, что Шекман хотел адаптировать космические приключения команды из комиксов 60-х годов, в частности показать противостояние с Галактусом и Серебряным Сёрфером; по словам инсайдера, Фридман должен был приблизить фильм к видению Файги и Шекмана. В то же время Marvel не исключила возможности поработать с Капланом и Спрингером в будущем. В апреле в сети появилась информация, что Marvel Studios предложила роль Рида Ричардса Адаму Драйверу. В следующем месяце студия обозначила примерную дату съёмок — январь 2024 года —, которые должны были состояться в Лондоне. В том же месяце Снайдер рассказал, что Marvel рассматривала на роль Сью Шторм Эмму Стоун, однако актриса отклонила предложение студии, так как создатели фильма не были готовы выплатить ей гонорар в размере $20 млн. Драйвер отказался от участия в проекте по аналогичной причине; помимо этого, актёру не понравился ранний вариант сценария, однако Снайдер утверждал, что актёр собирался вернуться к переговорам и ознакомиться с материалом Фридмана, который планировал завершить работу над сюжетом после окончания забастовки Гильдии сценаристов США.
В июне Marvel перенесла дату выходу картины на 2 мая 2025 года. Перед началом забастовки SAG-AFTRA (2023) Marvel Studios провела кинопробы на роль Ричардса; прослушивание проходили несколько актёров, включая Кристофера Эбботта и Джейми Дорнана. Студия хотела подключить к проекту какого-нибудь известного актёра и обратилась с предложением к Джейку Джилленхолу, сыгравшему Мистерио в картине «Человек-паук: Вдали от дома» (2019). Тем не менее, создатели фильма не смогли удовлетворить финансовые требования Джилленхола, так как Файги хотел ограничить расходы студии на актёрские гонорары. Marvel провела кастинг на роль Мистера Фантастика с участием актёров различных национальностей, среди которых был Педро Паскаль, не проходивший прослушивание во время забастовки. В августе студия рассматривала кандидатуру Эбона Мосс-Бакрака на роль Существа; ранее актёр сыграл Микро в первом сезоне «Карателя» от Marvel Television. Marvel хотела, чтобы исполнителем роли Бена Гримма был актёр еврейского происхождения, так как в комиксах персонаж являлся иудеем, чего не было в предыдущих фильмах о Фантастической четвёрке. Дэвид Крамхолц был также заинтересован в этой роли, а после не увенчавшихся успехом переговоров выразил желание сыграть Человека-крота. В начале августа Снайдер сообщил, что Marvel Studios рассматривала Ванессу Кирби на роль Сью Шторм, которая должна была стать главной героиней фильма, а Джозеф Куинн пополнил число претендентов на роль Джонни Шторма, среди которых был Николас Голицын. Marvel Studios предложила роль Ричардса Мэтту Смиту, но не ожидала, что из этого что-то получится; студия хотела найти «кинозвезду с хорошей репутацией». На роль Галактуса Marvel искала актёра латиноамериканского происхождения.
В октябре 2023 года Шекман подтвердил, что съёмки «Фантастической четвёрки» начнутся в начале 2024 года в Лондоне, на студии Pinewood, а актёрский состав фильма будет объявлен по окончании забастовки SAG-AFTRA. По словам режиссёра, во время забастовок он и другие создатели фильма сосредоточились на определении его общей стилистики и визуализации способностей членов команды на экране. К проекту присоединилась Александра Бирн, которая ранее работала художником по костюмам для некоторых других фильмов КВМ. В том же месяце Шекман сообщил, что помимо Фридмана в написании сценария участвовал Кэмерон Сквайрс, сценарист сериала «ВандаВижн»; кроме того, и Сквайрс и Фридман работали с Шекманом над фильмом франшизы «Стартрек». Мэтт Фрэкшен консультировал Шекмана относительно комиксов о Фантастической четвёрке. Режиссёр отметил, что во время производства фильма ему пригодился опыт, полученный на съёмках сериала «В Филадельфии всегда солнечно» (2005). После завершения забастовки актёров в ноябре начались переговоры Marvel с Паскалем, который выразил желание сыграть Ричардса и рассчитывал согласовать время для съёмок в фильме со своим графиком, так как был занят в других проектах. В первую очередь Marvel Studios хотела определиться с актёром на роль Мистера Фантастика, а затем приступить к остальным прослушиваниям. В том же месяце /Film подтвердил, что Паскаль подписал контракт с Marvel, которая в скором времени объявит о его участии в фильме. На роль Галактуса рассматривались Антонио Бандерас и Хавьер Бардем, однако последний был занят съёмками в фильме «Апогей». Тогда же Снайдер сообщил, что Marvel утвердила Мосс-Бакрака на роль Существа и планирует выбрать актрису, которая сыграет Серебряного Сёрфера; в большинстве многочисленных реальностей комиксов этот персонаж был мужчиной по имени Норрин Радд.
В начале января 2024 года Снайдер высказал предположение, что съёмки «Фантастической четвёрки» начнутся в середине марта или апреля, однако, вскоре после этого поделился новой информацией, согласно которой съёмки были перенесены на период между июлем и сентябрём; из-за этой задержки Паскаль был вынужден отказаться от участие в картине «Оружия». В конце января Marvel обозначила начало съёмочного периода — август 2024 года. 8 февраля на официальном сайте Гильдии актёров США появилась информация, что Паскаль сыграет в фильме. 14 февраля, в честь Дня святого Валентина Marvel не только подтвердила назначение Паскаля на роль Рида Ричардса, но и раскрыла имена других основных актёров и их персонажей; так стало известно об участии: Кирби в роли Сью Шторм, Куинна в роли Джонни Шторма и Мосс-Бакрака в роли Существа. Также студия объявила официальное название фильма и новую дату премьеры — 25 июля 2025 года; изначально в этот день должен был начаться прокат картины «Громовержцы*». На рекламном постере с членами команды был изображён выпуск журнала Life от 13 декабря 1963 года с Линдоном Б. Джонсоном на обложке, а также нарисованный в новой стилистике логотип; все эти элементы указывали на то, что события фильма будут разворачиваться в 1960-х годах. В дополнение к этому, Паскаль разместил в своих социальных сетях иллюстрацию с четырьмя голубыми сердечками и посты с двумя песням группы The Beatles 1960-х годов. Помимо членов Фантастической четвёрки, на постере был также показан Г.Е.Р.Б.И., робот-помощник команды из комиксов. В то же время Снайдер сообщил, что основным кандидатом Marvel на роль Галактуса является Бардем, а также подтвердил появление в фильме женской версии Серебряного Сёрфера и Доктора Дума. По словам инсайдера, студия планировала перенести премьеру фильма на ноябрь 2025 года, на место другого проекта КВМ «Блэйда», во избежание конкуренции с «Суперменом» от DC Studios и «Городом юрского периода», релиз которых были также запланирован на июль 2025 года. Снайдер выразил сомнение, что Disney выпустит четыре фильма КВМ в 2025 году, так как руководство компании отдавало приоритет качеству, а не количеству, а «Фантастическая четвёрка» продвинулась в производстве дальше, чем «Блэйд». Для доработки сценария Marvel наняла Эрика Пирсона, который ранее работал над другими фильмами Marvel Studios «Тор: Рагнарёк» (2017) и «Чёрная вдова» (2021) и имел репутацию человека, «доводящего проекты до финиша».
В апреле 2024 года актриса Джулия Гарнер получила роль Шаллы-Бал / Серебряного Сёрфера. В комиксах героиня была возлюбленной оригинального Серебряного Сёрфера Норрина Радда, а в одной из альтернативных версий получила его силу. По словам Кролла, на тот момент Marvel не смогла подобрать актёра на роль Галактуса. В следующем месяце к актёрскому составу присоединились Пол Уолтер Хаузер и Джон Малкович, а на роль Галактуса студия выбрала Ральфа Айнесона. Снайдер сообщил, что в начале фильма появится Человек-крот, которого, скорее всего, сыграет Хаузер. В это же время сценарист сериала «ВандаВижен» Питер Кэмерон принял участие в доработке сценария.

### Съёмки
Основные съёмки фильма начнутся в августе 2024 года в Лондоне, на студии Pinewood под рабочим названием «Голубая луна». Изначально они должны были состояться в 2023 году, после чего создатели картины перенесли их на январь 2024 года. Фильм будет снят в формате IMAX.

## Продвижение
4 апреля 2024 года — в четвёртый день четвёртого месяца 2024 года — Marvel Studios разместила в сети рекламное изображение к фильму с Человеком-факелом, вырисовывающим в небе символ Фантастической четвёрки. К этому изображению была прикреплена ссылка, при переходе на которую пользователи сталкивались с ошибкой 404 с изображением Г.Е.Р.Б.И. со встроенным QR-кодом. Этот код перенаправлял на страницу, посвящённую Фонду Будущего, со списком доступных для чтения комиксов о Фантастической четвёрке на Marvel Unlimited; среди них были: The Fantastic Four #1 (1961) — дебют команды, Fantastic Four #48-50 — первое появление Галактуса и Серебряного Сёрфера и Fantastic Four: Life Story #1 (2021), действие которого разворачивается в 1960-х годах.
Первый тизер-трейлер был представлен 4 февраля 2025 года на мероприятии в космическом центре U.S. Space & Rocket в Хантсвилле (штат Алабама). Паскаль, Кирби, Куинн и Мосс-Бакрак также присутствовали на мероприятии. Бен Трэвис из Empire высоко оценил тон и стиль тизера, а также различные отсылки к комиксам. Сусана Поло из Polygon, как и Трэвис, отметила, что в тизере показали способности всех участников Фантастической четвёрки, за исключением Рида Ричардса.
17 апреля 2025 года вышел официальный трейлер фильма.

## Выпуск
Премьера фильма «Фантастическая четвёрка: Первые шаги» в США состоялась 25 июля 2025 года. Изначально прокат фильма должен был начаться 8 ноября 2024 года, затем релиз был перенесён на 14 февраля 2025 года, а после этого — на 2 мая 2025 года. Проект стал первым фильмом Шестой фазы КВМ.

## Будущее
В июне 2025 года стало известно о производстве сиквела «Первых шагов». Паскаль, Кирби, Мосс-Бакрак и Куинн вернутся к своим ролям в предстоящих кроссоверах КВМ «Мстители: Судный день» и «Мстители: Секретные войны».